# У (царство)
У (XI ст. до н. е. — 473 до н. е. роки) — держава в Стародавньому Китаї з періоду Чунцю, яка поступово китаїзувалася. В період Чжаньґо боролася з царствами Юе, Чу, Цзінь і Цінь за гегемонію. На початку V ст. до н. е. на нетривалий час володарі У домоглися визнання себе гегемоном (ба), але у 473 році до н. е. У зазнало поразки від Юе й припинило існування.

## Історія
За легендою родовід правителів У споріднений з династією Чжоу. Ймовірно, створено цей міф в часи Чжаньґо задля легітимізації намірів ванів У встановити владу в Китаї. За легендою тайбо, син Гугун Дайфу, засновника племінної федерації Чжоу, втік на південь — до маньських племен. Тут заснував державу, прийнявши ім'я Го-У. Звідси пішла назва самої держави.
Тайбо не мав синів, тому коли він помер, його владу успадковував молодший брат, Чжун'юн. Після смерті Чжун'юна правителем У став його син Цзіцзянь, після нього правителями були Шуда і Чжоучжан. Під час правління Чжоучжан чжоуський У-ван підкорив державу Шан і заснував династію Чжоу, а потім роздав родичам і наближеним уділи в спадкове володіння. Він відправив гінців на південь, у пошуках нащадків Тайбо, і ті знайшли Чжоучжана. У-ван підтвердив його титул правителя У. Можливо, це відображає бажання Чжоу розширити владу або це була номінальна зверхність чи зовсім не існувало.
Після Чжоучжана володарював його син Сюнсуй, потім Кесян, Цянцзюі, Юцяоіу, Келу, Чжоуяо, Цюйю, Іу, Ціньчу, Чжуан, погано, Цзюйбей і Цюйі. Всі ці володарі просто перераховані в літописних списках, без вказівки років правління і подій. Ймовірно з VIII ст. з послаблення держави Чжоу починається міграція з центральних районів Китаю до царства У.
В правління Шоумена держава У посилилася, він близько 585 року до н. е. оголосив себе ваном. Втім в інших китайських державах не визнали цього, іменуючи Шоумена лише цзи (на кшталт віконта). Починаючи з нього царство У постійно згадується в літописах. Впровадив практику запрошення та прийняття здібних сановників, військовиків, філософів з інших держав.
З 584 року до н. е. У після проведення військової реформи (було впроваджено колісниці) та розпочато першу військову кампанію — проти царства Чу. У 560 році до н. е. У зазнало нападу з боку Чу, війська якої дійшли до гори Хеншань. Війна тривала за наступного володаря — Чжуфань-вана, але той у 557 році до н. е. зазнав поразки від чуських військ. 548 році до н. е. Чжунфань-вана змінив право спадкування: раніше було від батька до сина, а стало — від брата до брата.
У 540-х роках до н. е. за правління Юдзі-вана встановлюються мирні стосунки з царством Чу. Водночас укладаються союзи з царствами Лу, Ці, Чжен, Вей і Цзінь. У 538 році до н. е. почалася нова війна з Чу, що тривала до 536 року до н. е., але без якогось значного успіху.
За правління Ляо-вана поновилася війна з Чу. У 525 році до н. е. відбулося декілька битв з перемінним успіхом. У 519—518 роках до н. е. війська У завдали низки поразок Чу, а також його союзникам — царствам Чень і Цай. У 514 році до н. нове військо У виступило проти Чу, але потрапило в оточення. В цей час принц Гуан влаштував змову, внаслідок якої було вбито Ляо-вана. Новим володарем став Чжуан під ім'ям Хелюй-ван.
Хелюй-ван зробив своїм військовим радником Сунь У. У 512 році до н. е. війська У завдали поразки Чу, захопивши область навколо міста Шу. У 511 році до н. е. повернувся до У, після чого 510 року до н. е. здійснено успішний похід проти Юе, союзника Чу. У 509 році до н. е. було завдано поразки Чу, чиї війська вдерлися до У. Після цього захоплено важливе місто Цзючао.
506 року до н. е. спільно з царствами Тан і Цай у битві при Боцзює війська У здобули рішучу перемогу над царством Чу. Внаслідок цього було захоплено столицю Чу — Ін. У 505 році до н. е. війська У було атаковано з двох боків: Цінь на території царства Чу, а війська Юе напали на власну територію У. Спочатку уські війська зазнали поразки від коаліції Чу і Цзінь. В цей час принц Фугай оголосив себе ваном в У. 504 року до н. е. війська У завдали поразки чу на річці Янцзи. У 496 році до н. е. війська У почали наступ на Юе, але у битві біля Цзуйлі не досягли успіху. Втім ворог здійснив раптовий похід до столиці У — Гусу, де Хелюй-ван зазнав поразки та важкого поранення, від якого незабаром помер.
У 494 році до н. е. Фучай-ван поновив війну з Юе. У битві при Фуцзяо було здобуто вирішальну перемогу та підкорено супротивника. Незважаючи на поради сановників, володар У не приєднав Юе до своїх володінь, а перетворив Юе на васала. У 489, 486 і 485 роках до н. е. було здійснено успішні походи проти царства Ці. Водночас встановлено зверхність над царство Лу. У 483 році до н. е. було укладено союз з царством Вей. 482 році до н. е. на нараді володарів держав в Хуанчі Фучай-вана було визнано гегемоном-ба. Але в цей же час війська Юе напали на У, завдавши царству значної поразки та сплюндрували області.
У 478 році до н. е. почалася нова війна У з царством Юе. Вона тривала до 473 року до н. е., коли після низки поразок Фучай-вана опинився у полоні й наклав на себе руки. Землі У було приєднано до Юе.

## Територія
Розташовувалося в нижній течії річки Янцзи, включаючи в себе південні частини сучасних провінцій Аньхой і Цзянсу, північну частину провінції Чжецзян, а також територію теперішнього міста Шанхай. Центром царства У був басейн озера Тайху. Пізніше У розширило свої кордони на північ і захід. У ранній період столиця У перебувала в Мейлі (сучасне місто Усі в провінції Цзянсу), а пізніше була переміщена до Гусу і Геллу, яке було перейменовано на У (обидві столиці розташовувалися на території сучасного міста Сучжоу в провінції Цзянсу).

## Військо
Армія У швидко стала однією з найсильніших на Південному Сході Китаю завдяки реформам У Ченя та Сунь У, де було спроваджено кінноту і колісниці. У царстві У служили генерали Сунь У і У Цзисюй, тут же був написаний всесвітньо відомий трактат «Сунь-цзи Бінфа» («Мистецтво війни Сунь-цзи»). З царства У поширився удоу — вид вигнутих мечів. Технологія виливка мечів була на недосяжному рівні, а уські зброярі Гань Цзян і його дружина Мо Е вважалися найкращими майстрами в Китаї. До сьогоднішнього дня збереглися мечі Чжуфань-вана, Хелюй-вана і Фучай-вана, що через тисячі років зберігають гостроту. Дослідження показали, що мечі вкрито десятімікрометровим шаром окислів і солей хрому.
Крім сильної армії, царство У мало військово-морський флот. Бойові кораблі були більше 30 м завдовжки і вміщували по 100 вояків. Флот діяв на річці Янцзи та у Жовтому морі. В першому випадку основним суперником було царство Чу, а з моря вівся наступ на Ці.

## Економіка
Основу становили ремісництво і торгівля. Міста У були важливими центрами обробки металів і мушель, виготовлення зброї, бронзових виробів, прикрас. Також тут розвивалися вирощування рису, великої рогатої худоби. Значний фактор становили річкова і морська риболовля, добування перлин. При цьому велася суходільна, річкова і морська. Першим встановило торговельні та культурні стосунки з Японією, Окінавою та Корейським півостровом.
У 486—484 роках до н. е. за наказом Хелюй-вана було вирито канал Ханьгоу (сьогодні частина Великого китайського каналу). Він проходив від річки Янцзи у міста Янчжоу, через озеро Фаньлянху, і входив в річку Хуайхе у міста Хуайань. Його спочатку використовували для походів на північ проти Ці і Лу. В подальшому з економічною метою.

## Культура
Мало своєрідну місцеву культуру Хушу (схожа на протов'єтнамську), в серединному Китаї вважалася напівварварською. Була поєднанням доншонської культурної спільності та культури Чжоу і Шан. Принц Цзічже поширив в У чжоуські ритуали і традиції. Вважається, що до правління Фучай-вана в царстві У був поширений «пташиний» шрифт няошу, якому віддавалася перевага на південно-східних теренах сучасного Китаю. За Фучай-вана стиль написів змінюється в бік близькості до власне китайських царств, відходячи від традиційного, близько до Юе.